# ISO 11239
ISO 11239:2023 ist eine Norm der Internationalen Organisation für Normung (ISO), die Folgendes definiert:
- Datenelemente, Strukturen und Beziehungen zwischen Datenelementen für den Austausch von Informationen;
- Darreichungsformen, pharmazeutischen Konventionseinheiten, Anwendungsarten und Verpackungselemente (Container, Verschlüsse und Dosierhilfsmittel);
- einen Mechanismus zur Verknüpfung mit Übersetzungen der Begriffe in verschiedene Sprachen;
- ein Konzept zur Versionierung, um die Entwicklung eines Terminus nachvollziehen zu können;
- Regeln, die es Behörden ermöglichen, lokale Begriffe mit den Termini dieses Standards zu harmonisieren und inhaltlich zu verknüpfen.

Der Standard wurde in der Arbeitsgruppe WG6 (Pharmacy) des Technischen Komitee ISO TC 215 Health Informatics erarbeitet.

## Weitere relevante Standards
Der Standard ISO 11239:2023 gehört zu einer Gruppe von fünf Standards zur Identifikation von Arzneimitteln (IDMP). Weitere Standards sind
- ISO 11616 – Pharmazeutische Produkte[2]
- ISO 11615 – Arzneimittel[3]
- ISO 11240 – Maßeinheiten[4]
- ISO 11238 – Substanzinformationen[5]

Die gesamte Gruppe der Normen wurde für die Nutzung bei Humanarzneimitteln entwickelt.